# Top of the Pops (Italia)
Top of the Pops è la versione italiana dell'omonimo programma televisivo britannico di genere musicale, in onda dal 2000 al 2011, su Rai 2 per quattro stagioni e su Italia 1 per altre tre. Le puntate della versione Mediaset andavano in replica il giorno successivo sul canale satellitare Italia Teen Television - oggi dismesso.

## Storia della messa in onda

Logo dal 2000 al 2004

Alcuni stralci del programma originale furono mandati in onda su Italia 1 nell'ambito del programma DeeJay Television, in un breve periodo in cui la trasmissione non ebbe il consenso di trasmettere videoclip. Il programma debuttò in versione italiana il 16 settembre 2000 su Rai 2, dove veniva trasmesso il sabato pomeriggio fino al 2003 (poi sostituito da CD: Live), ed in seguito su Italia 1 fino al 2 settembre 2006, quando venne chiuso per scarsi risultati di ascolto e per fondi insufficienti a finanziare il programma. Esso tornò in onda quattro anni dopo su Rai 2 (nella data del 27 febbraio 2010), con la conduzione di Ivan Olita e Gaia Ranieri, seguita da una seconda stagione partita il 18 settembre 2010, sempre con la conduzione di Olita e Ranieri, e con le incursioni di comici quali Carmine Faraco, Gigi e Ross e Dado.
A pochi giorni dalla prima puntata della stagione 2011–2012 (prevista per il 1º ottobre) lo show è stato cancellato dai palinsesti di Rai 2 a causa di uno share di ascolti ritenuto non soddisfacente dalla rete e per la volontà della BBC, televisione proprietaria del format, di non concedere più i diritti per la programmazione della trasmissione in Italia. Top of the Pops quindi, in Italia, non verrà mai più riproposto in seguito.

## Studi televisivi
- Teatro 13 di Cinecittà, Roma (2000-2001)
- Studio F2, Milano (2002-2003)
- Studio 15 del Centro di produzione Mediaset di Cologno Monzese (2003-2006)
- Centro di produzione Rai di Milano (2010-2011)

## Conduttori

### Rai
- Sarah Felberbaum (2000-2001)
- Stefano Scandaletti con la partecipazione di Chiara Tortorella (2001-2002)
- Alvin (2002-2003) con la partecipazione di Alessandra Bellini (2002-2003) ed Ilary Blasi (estate 2003)
- Ivan Olita con la partecipazione di Gaia Ranieri (2010-2011)

### Mediaset
- Daniele Bossari con la partecipazione di Silvia Hsieh (2003-2006)

## Produttori esecutivi
- Paolo Parisotto (Einstein Multimedia, 2000-2001)
- Corrado Grego (Einstein Multimedia, 2002-2005)
- Edoardo Geppini e Michele Olcese (Einstein Multimedia, 2006)
- Emanuele Cadeddu (Einstein Multimedia, 2010-2011)
- Lorenzo Forges Davanzati (RAI, 2000-2001)
- Roberta Dejak (RAI, 2001-2002)
- Alida Fanolli (RAI, 2002-2003)
- Riccardo Nicchi (RAI, 2010-2011)
- Roberto Ebale (RTI, 2003-2004)
- Anna Fabris (RTI, 2005-2006)